# Mila Vlašić Gvozdić
Mila Vlašić Gvozdić (zaselak Vlašići, Sovići, 18. rujna 1928. – Ljubljana, 28. veljače 2022.) bila je hrvatska i bosanskohercegovačka pjesnikinja. Pučku školu, nižu gimnaziju i Učiteljsku školu završila je u Mostaru, a Pedagošku akademiju u Sarajevu. Diplomirala je slavistiku i romanistiku na Filozofskom fakultetu u Ljubljani. Na Pedagoškoj akademiji u Ljubljani radila je kao viša predavačica, metodičarka. Danas je samostalna i neovisna umjetnica. Piše na hrvatskom i slovenskom jeziku. Objavila je više radova s pedagoškog područja, pisala je udžbenike.

## Djela
- Učinilo mi se da su zvijezde (pjesme, 1969.)[3]
- Un soffio della terra di Erzegovina/Dah zemlje Hercegovine (pjesme, 1983.)
- Pesmi za prijatelje/Tečem s srcem neretve in Soče (pjesme, 1986.)
- Na rukama me u grad donijeli/Na rukah so me v mesto prinesli (pjesme, 1994.)
- Ko je zemlja darove delila/Kad je zemlja darove dijelila (pjesme, 1996.)
- Cijeli vijek tihe čežnje/Za življenje tihega hrepenenja (pjesme, 1997.)
- Usred jarka sunca/Sredi jarkega sonca (pjesme, 1999.)
- Moj Mostar, ljubavi moja (pjesme, 2000.).
- Gora sa sedam čudesa (pjesme, 2010.)
- Večjezična pesniška antologija, Slovensko-hrvaško-italijanska izdaja (pjesme, 2011)
- Izbor i prijevod sa slovenskog na hrvatski za knjigu: Mila Kačič, V šelestenju trav me išči/Traži me u šuštanju travki (pjesme, Zagreb, 2004.)

## Vanjske poveznice
- [neaktivna poveznica] (slov.)